# جينومكس إنجلاند
جينومكس إنجلاند (بالإنجليزية: Genomics England)‏ هي شركة أنشأتها وتملكها وزارة الصحة والرعاية الاجتماعية لإدارة مشروع 100000 جينوم،والذي يهدف إلى تسلسل 100000 جينوم من مرضى أن أتش أس المصابين بمرض نادر وعائلاتهم، ومرضى السرطان. تقود هيئة الصحة العامة في إنجلترا سلسلة من الأمراض المعدية.في صيف عام 2019، عُين كريس ويجلي الرئيس التنفيذي للشركة اعتبارًا من أكتوبر 2019.ويجلي هو مدير تنفيذي سابق في شركة ماكينزي معروف بتطبيق تكنولوجيا التعلم الآلي والذكاء الاصطناعي لتغيير الأداء.